# Mark 24
Mark 24 foi uma série de bombas termonucleares dos Estados Unidos, elas foram feitas com base no teste termonuclear da Operação Castelo, o Castle Yankee, foi a maior e mais pesada bomba implantada pelos EUA.
O Castle Yankee foi a primeira bomba com lítio-6 enriquecido, a cerca de 40%, foi projetado para ter o excepcional rendimento teórico de 10-15 megatons, o rendimento real do teste foi 13,5 megatons.
Foram produzidas apenas 10 unidades que foram armazenadas a partir de 1954 e aposentadas em 1956 (vida curtíssima de serviço), elas tinham 2,95 metros de comprimento e pesavam 41.000 a 42.000 libras, foi muito semelhante ao Mark 17, porém este não tinha lítio enriquecido.